# ين تان
ين تان (بالإنجليزية: Yen Tan)‏ هو مخرج ماليزي وأمريكي، ولد في 12 مارس 1975 في كوالالمبور في ماليزيا.

## وصلات خارجية
- ين تان على موقع IMDb (الإنجليزية)
- ين تان على موقع ميتاكريتيك (الإنجليزية)
- ين تان على موقع ديسكوغز (الإنجليزية)
- ين تان على موقع قاعدة بيانات الفيلم (الإنجليزية)